# کمبریج (کانزاس)
کیمبریج (به انگلیسی: Cambridge) شهری در ایالت کانزاس کشور ایالات متحده آمریکا است که جمعیت آن در سرشماری سال ۲۰۱۰ میلادی، ۸۲ نفر بوده‌است.